# Álex López Morón
Álex López Morón (Barcelona, 28 de novembro de 1970) é um ex-tenista profissional espanhol.